# Everybody's Rockin'
Everybody's Rockin' är ett album av Neil Young, utgivet 1983. Albumet släpptes endast sju månader efter Trans, men består i kontrast till den elektroniskt präglade föregångaren av rockabillymusik, med såväl covers som nyskrivet material. Albumet är även Youngs kortaste, strax under 25 minuter långt. Det spelades in med bandet The Shocking Pinks, ihopsatt enkom i detta syfte.
Albumet fick dålig kritik och försäljningen blev därefter, med en 122:a plats som toppnotering på Billboardlistan. Året efter stämde Youngs skivbolag, Geffen Records, honom för att han gjorde "okaraktäristiska och okommersiella skivor", syftande på Trans och Everybody's Rockin.

## Låtlista
1. "Betty Lou's Got a New Pair of Shoes" (Bobby Freeman) - 3:02
2. "Rainin' in My Heart" (James Moore, Jerry West) - 2:11
3. "Payola Blues" (Ben Keith, Neil Young) - 3:09
4. "Wonderin'" (Neil Young) - 2:59
5. "Kinda Fonda Wanda" (Tim Drummond, Neil Young) - 1:51
6. "Jellyroll Man" (Neil Young) - 2:00
7. "Bright Lights, Big City" (Jimmy Reed) - 2:18
8. "Cry, Cry, Cry" (Neil Young) - 2:39
9. "Mystery Train" (Junior Parker, Sam Phillips) - 2:47
10. "Everybody's Rockin'" (Neil Young) - 1:57

## Medverkande
- Neil Young - sång, gitarr, piano, munspel
- Shocking Pinks
  - Larry Byrom - piano, sång
  - Tim Drummond - trummor, kontrabas
  - Karl Himmel - trummor
  - Ben Keith - gitarr, sång
  - Rick Palombi - sång
  - Anthony Crawford - sång